# جرج مک‌لکلن
جرج مک‌لکلن (انگلیسی: George McLachlan؛ زادهٔ ۲۱ سپتامبر ۱۹۰۲) یک بازیکن فوتبال است.
از باشگاه‌هایی که در آن بازی کرده‌است می‌توان به باشگاه فوتبال منچستر یونایتد، باشگاه فوتبال کاردیف سیتی، و باشگاه فوتبال لو آور اشاره کرد.